# Weizhou (häradshuvudort i Kina, Sichuan Sheng, lat 31,49, long 103,58)
Weizhou (kinesiska: 威州, 汶川县) är en häradshuvudort i Kina. Den ligger i provinsen Sichuan, i den sydvästra delen av landet, omkring 100 kilometer nordväst om provinshuvudstaden Chengdu. Antalet invånare är 100 771. Befolkningen består av 47 588 kvinnor och 53 183 män. Barn under 15 år utgör 14,0 %, vuxna 15-64 år 78 %, och äldre över 65 år 7,0 %.
Runt Weizhou är det tätbefolkat, med 308 invånare per kvadratkilometer. Det finns inga andra samhällen i närheten. I omgivningarna runt Weizhou växer i huvudsak blandskog.
Genomsnittlig årsnederbörd är 1 340 millimeter. Den regnigaste månaden är juli, med i genomsnitt 356 mm nederbörd, och den torraste är december, med 9 mm nederbörd.